# Bartlett (Texas)
Bartlett é uma cidade localizada no estado norte-americano de Texas, no Condado de Bell e Condado de Williamson.

## Demografia
Segundo o censo norte-americano de 2000, a sua população era de 1675 habitantes. 
Em 2006, foi estimada uma população de 1695, um aumento de 20 (1.2%).

## Geografia
De acordo com o United States Census Bureau tem uma área de 
3,2 km², dos quais 3,2 km² cobertos por terra e 0,0 km² cobertos por água. Bartlett localiza-se a aproximadamente 182 m acima do nível do mar.

## Localidades na vizinhança
O diagrama seguinte representa as localidades num raio de 24 km ao redor de Bartlett. 